# Амфитрион
Амфитрион (грч. Ἀμφιτρύων) је у грчкој митологији био Хераклов очух.

## Етимологија
Његово име има значење „онај који обострано исцељује“.

## Митологија
Био је син трећег Персејевог сина, Алкеја. Његова мајка је била Астидамија, Лаонома (према Паусанији) или Хипонома (према Аполодору).
Након рата између Микене и Тафа, преживели Тафијани су отели стоку краљу Електриону, Амфитрионовом стрицу и дали је краљу Поликсену у Елиди. Амфитрион је отишао тамо и откупио је како би је вратио Електриону. Електрион је припремао поход на Тафијане и њиховог краља Птерелаја. Пред полазак, владавину Микеном је поверио Амфитриону, али му и обећао руку своје кћерке Алкмене, под условом да са њом не води љубав пре истека ратног похода. Међутим, док је будућем тасту предавао говеда која је откупио, једна крава се била разбеснела и Амфитрион, како би је умирио, кренуо је батином на њу. Батина се одбила о њене рогове и убила Електриона. Према другој причи, Електрион није био рад да плати Амфитриону откуп, који је овај већ платио, када га је позвао да препозна своја говеда. Електрион се жалио на Елиђане откуд им право да продају туђу својину, али и на Амфитриона што се уопште умешао у сукоб. Амфитрион није одговорио, већ је своје негодовање изразио тако што је батином ударио краву која се издвојила из стада. Батина се тада одбила и усмртила Електриона. Престо је наследио његов брат Стенел, који је протерао Амфитриона због овог убиства. Овај је, заједно са Алкменом и Ликимнијем, пребегао у Тебу. Тебом је владао Креонт који је Амфитриона очистио од убиства. Паусанија је извештавао да је у његово време још могла да се види Амфитрионова кућа, као и његова соба у Теби. Постојао је и натпис који је то потврђивао, а где је писало и да су кућу направили Трофоније и Агамед, Ергинови синови.
Амфитрион није могао да се ожени Алкменом, јер је она дала услов да ће се удати само за човека који освети смрт њене браће, а који су изгинули током напада Тафијана. Да би извршио тај задатак, он је затражио савезништво краља Креонта, који је пристао уз услов да Амфитрион ослободи Тебу од лисице из Теумесе. Пошто је успео у том подвигу, додуше уз Зевсову помоћ, Креонт је послао многе јунаке са Амфитрионом. Успели су да покоре острва која су насељавали Тафијани, али сам град Таф није могао да буде освојен све док је био жив њихов краљ Птерелај. Као Посејдонов унук, био је бесмртан и то захваљујући златном прамену у коси који му је деда даривао. Пошто се у Амфитриона заљубила Птерелајева кћерка Комето, она је издала оца и убила га, тако што му је истргла златни прамен. Амфитрион је тако освојио град и опљачкао његово благо, али је Комето казнио смрћу. Власт на острву је препустио Кефалу и Хелеју. У Тебу се вратио као победник са златним пехаром, не знајући да је Зевс, прерушен у њега, већ провео ноћ са његовом супругом. Она га је зато дочекала хладно, као варалицу. Међутим, провели су остатак ноћи заједно и она је зачела близанце; Херакла са Зевсом и Ификла са Амфитрионом. Он је схватио да је његова супруга водила љубав са богом и прихватио је оба детета, те их одгајио. Према једној причи, пошто није схватио зашто му је Алкмена рекла да не жели поново да слуша исту причу са похода, обратио се пророку Тиресији. Он му је открио шта се заиста десило и Амфитрион више није смео да спава са Алкменом, плашећи се божје љубоморе. Ипак, да би видео који је од њих заиста његов син, када су имали десет месеци, на дечју постељу је бацио две змије. Ификле се престрашио, а Херакле их је удавио својим рукама. Када су дечаци одрасли, Амфитрион је Херакла научио да управља кочијама, посебно на окукама. Када је Херакле убио свог учитеља Лина, Амфитрион, у страху да не почини још неки сличан злочин, послао га је на имање да чува краве, где је остао до осамнаесте године. Према неким тврдњама, Херакле је касније извршио дванаест подвига које му је поставио Еуристеј, како би прекинуо прогонство свог очуха Амфитриона.
Амфитрион је до смрти живео мирно. Погинуо је у рату између Тебанаца и Минијаца из Орхомена. Према другој причи, рат је преживео, али је Херакле у наступу лудила хтео да га убије, па му је Атена спасила живот онесвестивши Херакла стеном коју су Тебанци назвали „укротитељ“. У Теби су приказивали и његов гроб.

## Тумачење
Према Роберту Гревсу, у миту је Амфитрион оличење Зевса, јер је био отац светог краља и његовог војсковође. Краљ је сматран старијим близанцем божанског порекла, док је војсковођа био син смртника и млађи. Традиције се нису слагале ко је био старији; Херакле или Ификле. Херодот је, рецимо, Херакла називао Амфитрионовим сином.

## У уметности
Есхил и Софокле су написали трагедије које су носиле име овог јунака, али се нису сачувале до данас. Међутим, данас постоји комедија коју је написао Плаут, под називом „Amphitruo“ и где је описана Зевсова посета Алкмени, прерушеног у Амфитриона.